# Liste der Kulturdenkmale in Sehmatal

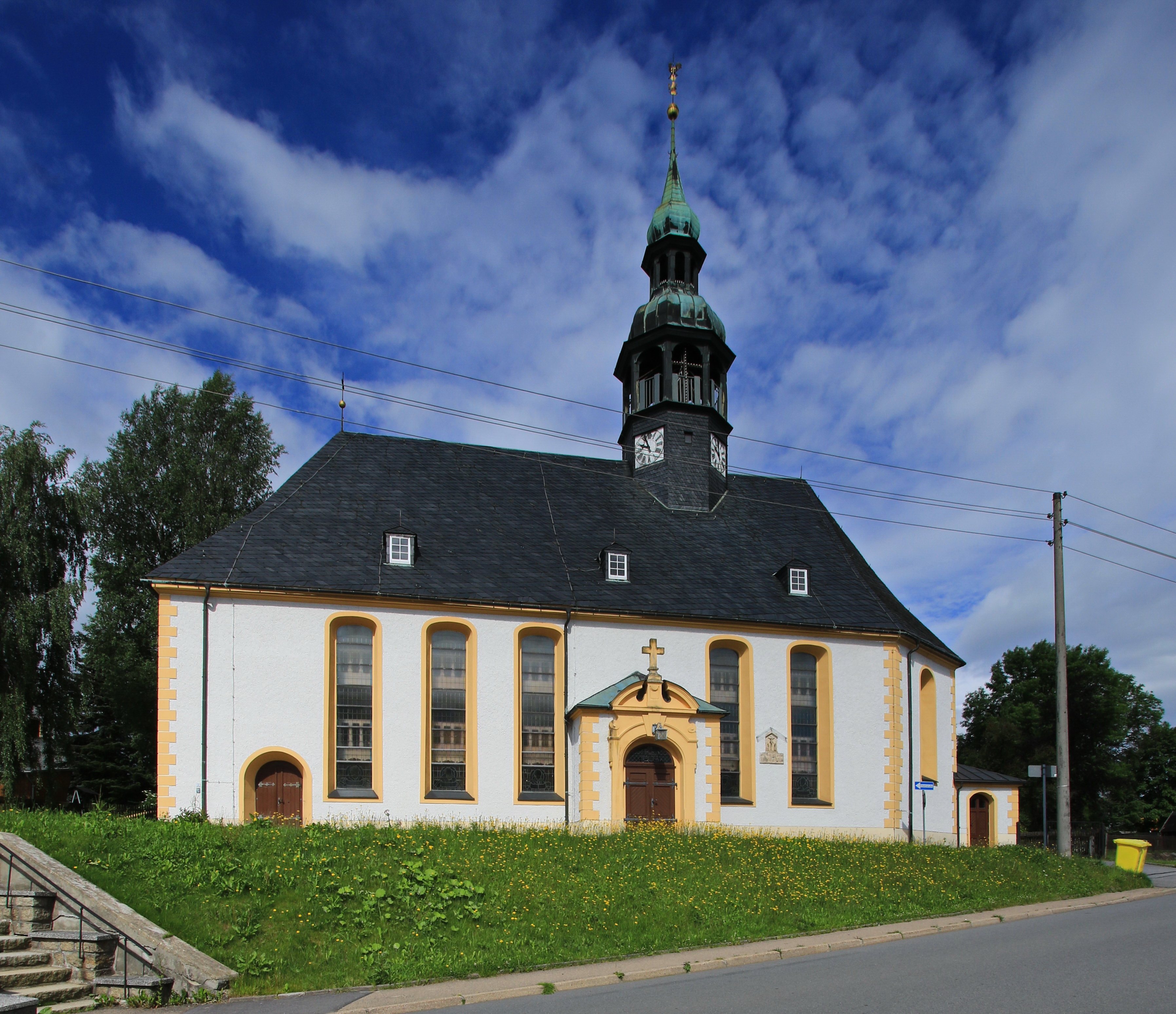
Kirche von Neudorf

Die Liste der Kulturdenkmale im Sehmatal enthält die Kulturdenkmale in Sehmatal.
Diese Liste ist eine Teilliste der Liste der Kulturdenkmale in Sachsen.

## Legende
- Bild: Bild des Kulturdenkmals, ggf. zusätzlich mit einem Link zu weiteren Fotos des Kulturdenkmals im Medienarchiv Wikimedia Commons. Wenn man auf das Kamerasymbol klickt, können Fotos zu Kulturdenkmalen aus dieser Liste hochgeladen werden:
- Bezeichnung: Denkmalgeschützte Objekte und ggf. Bauwerksname des Kulturdenkmals
- Lage: Straßenname und Hausnummer oder Flurstücknummer des Kulturdenkmals. Die Grundsortierung der Liste erfolgt nach dieser Adresse. Der Link (Karte) führt zu verschiedenen Kartendiensten mit der Position des Kulturdenkmals. Fehlt dieser Link, wurden die Koordinaten noch nicht eingetragen. Sind diese bekannt, können sie über ein Tool mit einer Kartenansicht einfach nachgetragen werden. In dieser Kartenansicht sind Kulturdenkmale ohne Koordinaten mit einem roten bzw. orangen Marker dargestellt und können durch Verschieben auf die richtige Position in der Karte mit Koordinaten versehen werden. Kulturdenkmale ohne Bild sind an einem blauen bzw. roten Marker erkennbar.
- Datierung: Baubeginn, Fertigstellung, Datum der Erstnennung oder grobe zeitliche Einordnung entsprechend des Eintrags in der sächsischen Denkmaldatenbank
- Beschreibung: Kurzcharakteristik des Kulturdenkmals entsprechend des Eintrags in der sächsischen Denkmaldatenbank, ggf. ergänzt durch die dort nur selten veröffentlichten Erfassungstexte oder zusätzliche Informationen
- ID: Vom Landesamt für Denkmalpflege Sachsen vergebene, das Kulturdenkmal eindeutig identifizierende Objekt-Nummer. Der Link führt zum PDF-Denkmaldokument des Landesamtes für Denkmalpflege Sachsen. Bei ehemaligen Kulturdenkmalen können die Objektnummern unbekannt sein und deshalb fehlen bzw. die Links von aus der Datenbank entfernten Objektnummern ins Leere führen. Ein ggf. vorhandenes Icon  führt zu den Angaben des Kulturdenkmals bei Wikidata.

## Cranzahl
| Bild                                    | Bezeichnung                                                                                                   | Lage                                | Datierung                       | Beschreibung | ID       |
| --------------------------------------- | --- | ----------------------------------- | ------------------------------- | --- | -------- |
| Weitere Bilder                          | Straßenbrücke über eine Eisenbahnlinie                                                                        | (Karte)                             | 1897                            | Bruchstein-Bogenbrücke, Wegeüberführung, baugeschichtlich von Bedeutung. | 08985999 |
| Weitere Bilder                          | Empfangsgebäude, Güterschuppen, Bahnsteigüberdachung, Unterführungsüberdachung und Wasserkran eines Bahnhofes | Bahnhofstraße 4 (Karte)             | 1872 (Bahnhof)                  | Obergeschoss des Empfangsgebäudes verbrettert bzw. verschiefert, mit Einflüssen des Schweizerstils, baugeschichtlich und ortsgeschichtlich von Bedeutung. Zweigeschossig, im Obergeschoss verbretterter verschieferter Bau mit Einflüssen des Schweizerstils, Segmentbogenfenster. | 08985984 |
| Weitere Bilder                          | Eisenbahnbrücke über die Dorfstraße und über das Sehmatal                                                     | Dorfstraße (Karte)                  |                                 | | 08985969 |
| Direkt Bild zu diesem Denkmal hochladen | Wohnhaus | Dorfstraße 2 (Karte)                | um 1900                         | Zeittypische Klinkerfassade, ursprünglich erhalten, baugeschichtlich von Bedeutung. Anderthalbgeschossig, rote Ziegel, mit gelben ornamental gestaltet (Zahnschnitt-Gurtgesims), zentraler Dacherker, Segmentbogenfenster, zum Teil noch Winterfenster, Giebellünetten, Satteldach mit Überstand. | 08986002 |
| Direkt Bild zu diesem Denkmal hochladen | Villa | Dorfstraße 6 (Karte)                | 1920                            | Authentisch erhaltener Putzbau, Reformstil-Architektur, baugeschichtliche und ortsgeschichtliche Bedeutung. Zweigeschossiger Putzbau mit Ornamenten (unter anderem Füllhorn), schönen Holzelementen und ursprünglicher Fenstersprossung (Kastenfenster), Pyramidendach, lediglich ursprüngliche Schieferdeckung verloren. | 08986001 |
|                                         | Wohnmühlenhaus (mit zwei Hausnummern)                                                                         | Dorfstraße 8; 8b (Karte)            | vor 1900                        | Fachwerkbau mit Anklängen an den Schweizerstil, hochgradig ursprünglich erhalten, baugeschichtliche und ortsgeschichtliche Bedeutung. Zweigeschossig, Erdgeschoss mit Putznutung, Obergeschoss Zierfachwerk mit Klinkergefachen, Drempel, Satteldach mit Überstand, Wetterfahne. | 08986000 |
| Direkt Bild zu diesem Denkmal hochladen | Ehemaliges Wohnstallhaus                                                                                      | Dorfstraße 29 (Karte)               | um 1850                         | Obergeschoss Fachwerk, regionaltypische Holzbauweise, baugeschichtlich von Bedeutung. Erdgeschoss massiv, geglättet, Obergeschoss-Konstruktion intakt, zweiriegelig, Fenster ohne Sprossung, relativ flaches Satteldach. | 08985994 |
| Direkt Bild zu diesem Denkmal hochladen | Wohnhaus | Dorfstraße 47 (Karte)               | um 1850                         | Obergeschoss Fachwerk verbrettert, Bestandteil der Dorfstruktur, baugeschichtliche Bedeutung. Erdgeschoss massiv, geglättet, aber gut erhaltenes Fachwerkobergeschoss mit originaler Konstruktion, sorgfältige Verbretterung, Satteldach. | 08985971 |
| Weitere Bilder                          | Sachgesamtheit Himmelfahrtskirche und Kirchhof                                                                | Dorfstraße 74; 74a (Karte)          | um 1900 (Grufthaus)             | Große Saalkirche mit eingezogenem Chor und Südwestturm, zum Teil in Jugendstilformen, mit bedeutender Einrichtung, baugeschichtlich, ortsgeschichtlich und ortsbildprägend von Bedeutung. Sachgesamtheit mit folgenden Einzeldenkmalen: - Kirche (Nr. 74, mit Ausstattung), - Aufbahrungshalle (Nr. 74a), - Kirchhofseinfriedung mit Torbogen und - Auf dem Kirchhof drei Grufthäuser (siehe Einzeldenkmalliste - Obj. 08985974), - Dazu der Kirchhof (Gartendenkmal). | 09306020 |
| Weitere Bilder                          | Himmelfahrtskirche und Kirchhof                                                                               | Dorfstraße 74; 74a (Karte)          | 1907, im Kern älter (Kirchturm) | Große Saalkirche mit eingezogenem Chor und Südwestturm, zum Teil in Jugendstilformen, mit bedeutender Einrichtung, baugeschichtlich, ortsgeschichtlich und ortsbildprägend von Bedeutung. Einzeldenkmale der Sachgesamtheit: Kirche (Nr. 74, mit Ausstattung), Aufbahrungshalle (Nr. 74a), Kirchhofseinfriedung mit Torbogen und auf dem Kirchhof drei Grufthäuser (siehe auch Sachgesamtheitsliste - Obj. 09306020) Putzbau, Westturm mit doppelt geschweifter Haube und Laterne, bedeutsam die Grufthäuser Weisbach (neogotisch) und besonders Köhler: Rundbogenfenster mit kleinem Portikus, innen künstlerisch anspruchsvolle Engelsfigur. | 08985974 |
| Direkt Bild zu diesem Denkmal hochladen | Wohnhaus | Dorfstraße 82 (Karte)               | um 1850                         | Obergeschoss Fachwerk verbrettert, regionaltypische Holzbauweise, Bestandteil der Ortsstruktur, baugeschichtlich von Bedeutung. Obergeschoss-Fenster originale Größe, untypische Verbretterung, Freischwinger, Satteldach. | 08985972 |
| Direkt Bild zu diesem Denkmal hochladen | Wohnhaus (ohne Anbau)                                                                                         | Dorfstraße 88 (Karte)               | 2. Hälfte 18. Jahrhundert       | Vorkragendes Fachwerk-Obergeschoss mit profilierter Schwelle, baugeschichtliche Bedeutung. Erdgeschoss massiv, geglättet, Fenstergrößen weitgehend ursprünglich, Satteldach mit drei Dachliegefenstern. | 08985970 |
| Direkt Bild zu diesem Denkmal hochladen | Wohnstallhaus eines Bauernhofes                                                                               | Dorfstraße 96 (Karte)               | um 1800                         | Obergeschoss Fachwerk, regionaltypische Holzbauweise, baugeschichtliche Bedeutung. Erdgeschoss massiv, Stallteil erkennbar, hier wie im Obergeschoss weithin intaktes Wand-Öffnungs-Verhältnis, Pseudosprossung, steiles Satteldach, Schieferdeckung. | 08985968 |
| Direkt Bild zu diesem Denkmal hochladen | Wohnstallhaus eines Bauernhofes                                                                               | Dorfstraße 106 (Karte)              | 1789, später überformt          | Obergeschoss Fachwerk verbrettert, exponierte Lage, baugeschichtliche Bedeutung. Erdgeschoss massiv, geglättet, Fachwerkobergeschoss verbrettert, Satteldach, Scheune jünger, Krüppelwalmdach. | 08985967 |
| Direkt Bild zu diesem Denkmal hochladen | Kontorhaus und Produktionsgebäude einer Fabrik                                                                | Fabrikstraße 6 (Karte)              | Ende 19. Jahrhundert            | Einflüsse des Schweizerstils, baugeschichtliche und ortsgeschichtliche Bedeutung. Kontor: zweigeschossiger massiver Putzbau, alte Fenstersprossung, zentrales Dachhaus übergiebelt, zwei Klinkergurtbänder, im Erdgeschoss segmentbogig über die Öffnungen gezogen, sich derart fortsetzend im Fertigungsgebäude, Kontorhaus Satteldach mit Überstand, Schieferdeckung. | 08985978 |
| Direkt Bild zu diesem Denkmal hochladen | Beamtenvilla einer Fabrik, mit Garten                                                                         | Fabrikstraße 6a (Karte)             | 1919 (Beamtenvilla)             | Im Reformstil, hochgradig ursprünglich erhalten, besondere baugeschichtliche Bedeutung, auch ortsgeschichtliche Relevanz. Beamtenvilla im Reform-/Landhausstil von 1919, hier wohnte der Prokurist des benachbarten Werkes (s. Fabrikstraße 6). Heterogen in Grund- und Aufriss, über einem Vollgeschoss mit rustikalem Mauerwerk verschiefertes Halbgeschoss, darüber schiefergedecktes Satteldach mit großen, teils dreieckgegiebelten, teils hechtförmigen Gaupen, erkerartige Ausbauten mit Holzverzierungen, die originalen Kastenfenster mit kleinteiliger Sprossung, neben dem seitlichen Eingang mit kleiner Freitreppe und aufwändiger Haustür ein dominanter halbkreisförmiger, durch bossierte, vasenbekrönte Halbsäulen und Medaillons stark akzentuierter Mittelrisalit, bemerkenswertes Treppenhaus mit gewendeter Treppe und Gliederung durch Doppelsäulen, die Räume zum Teil mit ornamentalen Farbglasfenstern und sachlicher Deckenstuckierung, Parkettfußboden, zusammen mit dem Gebäude Bergstraße 1 im Ort singuläre, gediegene Architektur mit Kunsthandwerk auf der Höhe der Zeit. Neben der besonderen baugeschichtlichen Bedeutung und dem hohen Dokumentationswert durch Originalität hat das Haus auch ortsentwicklungsgeschichtliche Relevanz, da es den Wandel ländlicher Bauweise zu solcher mit städtischer Ästhetik im Industriedorf Cranzahl dokumentiert. | 09304439 |
| Weitere Bilder                          | Kriegerdenkmal für die Gefallenen der Kriege 1866 und 1870/1871                                               | Fleischergasse (Karte)              | bezeichnet 1901                 | Obelisk auf Sockel mit Inschriften, ortsgeschichtlich von Bedeutung. Im Obelisk Lorbeerkranz mit Eisernem Kreuz. | 08985976 |
| Direkt Bild zu diesem Denkmal hochladen | Mehrzweckgebäude eines Wasserwerks                                                                            | Grund 5 (Karte)                     | 1949–1952                       | Zeittypisches Klinkergebäude, baugeschichtliche und technikgeschichtliche Bedeutung. Lang gestreckter Klinkerbau (rot), ein- und zweigeschossig, flache Walmdächer. | 08986006 |
| Direkt Bild zu diesem Denkmal hochladen | Wohnstallhaus                                                                                                 | Hintere Dorfstraße 4 (Karte)        | um 1800                         | Obergeschoss Fachwerk, Beispiel regionaltypischer Holzbauweise, baugeschichtlich von Bedeutung. Erdgeschoss massiv, Obergeschoss intakte Konstruktion, Sichtfachwerk, Satteldach. | 08985995 |
| Direkt Bild zu diesem Denkmal hochladen | Wohnhaus eines Sägewerkes, mit Remisengebäude                                                                 | Karlsbader Straße 1 (Karte)         | nach 1850                       | Putzbau mit klassizistischem Türstock, hochgradig ursprünglich erhalten, baugeschichtliche und ortsgeschichtliche Bedeutung. Zweigeschossiger Bruchsteinbau, verputzt, zwei klassizistische Türgewände, intaktes Wand-Öffnungs-Verhältnis, integrierter verbretterter Wirtschaftsteil, zum Teil noch Winterfenster, Satteldach mit einigen stehenden Gaupen, Pferdestätte mit preußischem Kappengewölbe. | 08986005 |
| Direkt Bild zu diesem Denkmal hochladen | Wohnhaus | Karlsbader Straße 5 (Karte)         | bezeichnet 1908                 | Stattlicher historisierender Putzbau, von sozialgeschichtlichem und bauhistorischem Interesse. Zweigeschossiger großer Putzbau mit übergiebeltem Mittelrisalit, Fenster Obergeschoss vorhangbekrönt, Balkon, Obergeschoss in Mittelachse, dort Fenster dreigeteilt, im Sturz Hexagramm und Jahreszahl, originale Haustür, Mansarddach mit Ausbauten, bezeichnet „1908“ (Fenster zum Balkon), vermutlich ehemals im Sägewerks-Kontext erbaut. | 08986004 |
| Direkt Bild zu diesem Denkmal hochladen | Fabrikantenvilla                                                                                              | Karlsbader Straße 9 (Karte)         | bezeichnet 1920                 | Putzfassade mit dezenter Ornamentik, Reformstil-Architektur, von ortshistorischem und baugeschichtlichem Interesse. Zweigeschossiger massiver Putzbau, Fassade mit bauchigem 2/3-Seitenrisalit, ursprüngliches Wand-Öffnungs-Verhältnis, über den Erdgeschoss-Fenstern florale Stuckapplikationen mit Kartuschen, bezeichnet 1920 (Kartusche), Walmdach mit stehenden Gaupen, vermutlich Villa zur Posamentenfabrik Karlsbader Straße 11. | 08986003 |
| Direkt Bild zu diesem Denkmal hochladen | Wohnstallhaus (vermutlich ehemaliger Gasthof)                                                                 | Karlsbader Straße 24 (Karte)        | vor 1800                        | Obergeschoss Fachwerk, Korbbogenportal, ursprünglich erhalten, baugeschichtliche und womöglich ortsgeschichtliche Bedeutung. Erdgeschoss massiv, Korbbogen-Türgewände, Giebel verbrettert, Fachwerk zweiriegelig, Fenster im ursprünglichen Sinne gesprosst und in originaler Größe, Satteldach, Schieferdeckung. | 08985993 |
| Direkt Bild zu diesem Denkmal hochladen | Ehemalige Schmiede                                                                                            | Karlsbader Straße 33 (Karte)        | Kern 18. Jahrhundert            | Obergeschoss Fachwerk, ornamental verschiefert, bauhistorische und ortshistorische Bedeutung. Erdgeschoss massiv, zwei Türgewände, Obergeschoss mit erhaltener Konstruktion, lang gezogenes Satteldach, wahrscheinlich mehrere Bauphasen. | 08985998 |
| Direkt Bild zu diesem Denkmal hochladen | Wohnstallhaus (mit integriertem Scheunenteil)                                                                 | Karlsbader Straße 34 (Karte)        | 18. Jahrhundert                 | Obergeschoss vorkragendes Fachwerk, authentisch bewahrt, Zeugnis der älteren Generation regionaltypischer Holzbauweise, baugeschichtlich von Bedeutung. Erdgeschoss massiv, etwas geglättet, Giebelseite verbrettert, Obergeschoss-Fenster originale Größe, Fachwerk einriegelig, steiles Satteldach mit Schieferdeckung, ohne Ausbauten. | 08985989 |
| Direkt Bild zu diesem Denkmal hochladen | Wohnhaus mit Einfriedung und Pforte                                                                           | Karlsbader Straße 37 (Karte)        | bezeichnet 1901                 | Villenartiges Gebäude, historisierende Putzfassade mit einigem Ornament, baugeschichtliche und ortsentwicklungsgeschichtliche Bedeutung. Zweigeschossiger massiver Putzbau mit Putznutung im Erdgeschoss, dort Segmentbogenfenster, flacher Mittelrisalit mit Kolossalordnung, bekrönt von Rundgiebel, ornamentierte Spiegel, ornamentale Fensterrahmung im Obergeschoss, zwei originale stehende Gaupen, Krüppelwalmdach, Schieferdeckung, zwei kugelbekrönte Torpfosten. | 08985997 |
| Direkt Bild zu diesem Denkmal hochladen | Toreinfahrt mit Pforte und Einfriedung eines Wohnhausgrundstücks                                              | Karlsbader Straße 38 (Karte)        | um 1905                         | Aufwändige Einfriedung im Jugendstil, baugeschichtlich von Bedeutung. Drei Torpfeiler mit Zahnschnitt-Kapitellen, floral, Schmiedeeisen, später Jugendstileinfluss. | 08985990 |
| Direkt Bild zu diesem Denkmal hochladen | Wohnhaus | Karlsbader Straße 39 (Karte)        | 2. Hälfte 19. Jahrhundert       | Putzbau mit spätklassizistischen Einflüssen, authentisch erhalten, baugeschichtliche Bedeutung. Zweigeschossiger massiver Putzbau mit intaktem Wand-Öffnungs-Verhältnis, Naturstein-Fenstergewände, ursprüngliche Sprossung, Obergeschoss Winterfenster, Haustürgewände Naturstein, originales Haustürblatt, Satteldach, Schieferdeckung, fünf stehende Gaupen. | 08985992 |
| Direkt Bild zu diesem Denkmal hochladen | Wohnhaus | Karlsbader Straße 51 (Karte)        | bezeichnet 1903                 | Villenartiges Gebäude, historisierende Putzfassade mit erhaltenen Schmuckformen, baugeschichtliche und ortsentwicklungsgeschichtliche Bedeutung. Anderthalbgeschossiger massiver Putzbau mit zusätzlich ausgebautem Dachgeschoss, dort Mittelrisalit als Dacherker fortgesetzt und krüppelüberwalmt, über den Fenstern stuckierte Muscheln, Schieferdeckung. | 08985986 |
| Direkt Bild zu diesem Denkmal hochladen | Wohnhaus | Karlsbader Straße 56 (Karte)        | 1904                            | Weitgehend ursprünglich erhaltener Putzbau, baugeschichtliche Bedeutung. Zwei- bis dreigeschossiger massiver Putzbau mit weitgehend erhaltenem Wand-Öffnungs-Verhältnis, Reste von Putzgliederung (Gurtgesims, Eckquaderung, Traufgesims), Satteldach mit Überstand, Schieferdeckung. | 08985981 |
| Direkt Bild zu diesem Denkmal hochladen | Wohnhaus | Karlsbader Straße 59 (Karte)        | um 1900                         | Ursprünglich erhaltene Klinker-Putz-Fassade, Eisenbahn-Folgebau, ortsentwicklungsgeschichtliche Bedeutung. Zweigeschossiger Bau mit Bruchsteinerdgeschoss, überputzt, darüber Obergeschoss aus rotem Klinker, flacher Mittelrisalit dreiecksübergiebelt, Fensterrahmungen überall Sandstein profiliert (Vorhangbögen), Satteldach mit Überstand. | 08985979 |
| Direkt Bild zu diesem Denkmal hochladen | Wohnhaus | Karlsbader Straße 65 (Karte)        | um 1900                         | Weitgehend ursprünglich erhaltene Klinker-Putz-Fassade, Eisenbahn-Folgebau, ortsentwicklungsgeschichtliche Bedeutung. Zweigeschossig, Erdgeschoss verputzt, Winterfenster, Obergeschoss mit sich in den Dachbereich fortsetzendem Mittelrisalit, roter Klinker, Satteldach mit Überstand. | 08985982 |
| Direkt Bild zu diesem Denkmal hochladen | Wohnstallhaus (mit integrierter Scheune) eines Bauernhofes                                                    | Karlsbader Straße 90 (Karte)        | um 1750                         | Obergeschoss Fachwerk, Hofanlage in exponierter Lage, baugeschichtliche Bedeutung. Erdgeschoss massiv, etwas geglättet, Obergeschoss Sichtfachwerk mit Eckstreben und sehr starken Ständern, Fenster Obergeschoss originale Größe, steiles Satteldach mit leichtem Überstand, Scheunenteil verbrettert. | 08985966 |
| Direkt Bild zu diesem Denkmal hochladen | Kontorhaus und daran angebautes Fabrikgebäude                                                                 | Karlsbader Straße 96 (Karte)        | um 1900                         | Einheitlich im Stil der Neorenaissance, baugeschichtliche und ortsgeschichtliche Bedeutung. Zwei- bis viergeschossiges Fabrikgebäude, Produktionsgebäude viergeschossig, zweigeschossiger Sockel aus Sichtbruchstein, Putzbauten mit Klinkerapplikationen (Fensterrahmungen, Gurtgesimse, Traufgesimse), Mittelrisalit zur Straße dreiecksübergiebelt, mit Bekrönung. | 08985964 |
| Direkt Bild zu diesem Denkmal hochladen | Wohnstallhaus                                                                                                 | Mittelstraße 7 (Karte)              | vor 1800                        | Obergeschoss Fachwerk mit schöner Verbretterung, ortsbildprägende Funktion, baugeschichtliche Relevanz. Erdgeschoss massiv, Obergeschoss mit intaktem Wand-Öffnungs-Verhältnis, steiles Satteldach, Falzziegel | 08985996 |
| Direkt Bild zu diesem Denkmal hochladen | Kindergarten                                                                                                  | Turnerheimstraße 1 (Karte)          | um 1955                         | Eingeschossiger Putzbau mit Segmentbogeneingang, authentisches Relikt der Bauphase der frühen DDR, baugeschichtliche und ortsgeschichtliche Bedeutung. Eingeschossiger massiver Putzbau mit Segmentbogeneingang, Türblatt und Fenstersprossung original, Satteldach mit altdeutscher Schieferdeckung, fünf Schleppgaupen (original). | 08985987 |
| Direkt Bild zu diesem Denkmal hochladen | Wohnhaus (mit vier Eingängen)                                                                                 | Turnerheimstraße 2; 4; 6; 8 (Karte) | um 1925                         | Genossenschafts-Wohnhauszeile mit vereinheitlichten Gestaltungselementen, baugeschichtliche und ortsgeschichtliche Bedeutung. Zwei- bis dreigeschossiger massiver Putzbau auf rustikalem Sockel, in der Mittelachse zwei rustikal umgrenzte Eingänge, zwei Dachhäuser mit expressionistischen Elementen, zwei Seitenrisalite mit Erker und Krüppelmansarddach. | 08985988 |
| Weitere Bilder                          | Turnhalle (mit Gaststätte)                                                                                    | Turnerheimstraße 3 (Karte)          | 1924–1925                       | Ortsbildprägende Reformstil-Architektur, baugeschichtliche und ortsgeschichtliche Bedeutung. Putzbau mit steilem Walmdach, schiefergedeckt, darauf markanter Dachreiter mit Abschluss aus Tempelformen und Welscher Haube. | 08985983 |
| Weitere Bilder                          | Wohnhaus | Viehtrift 5 (Karte)                 | um 1900                         | Zeittypischer Putzbau, mit Einflüssen des Schweizerstils, baugeschichtliche Bedeutung. Zweigeschossiger massiver Putzbau mit intaktem Wand-Öffnungs-Verhältnis, Gurtgesims, profilierte Fenstergewände, verträgliche T-Sprossung, Dachüberstand, bemerkenswert die drei originalen stehenden Gaupen, ebenfalls mit Überstand. | 08985975 |

## Neudorf
| Bild                                    | Bezeichnung | Lage                                      | Datierung                                 | Beschreibung | ID       |
| --------------------------------------- | --- | ----------------------------------------- | ----------------------------------------- | --- | -------- |
| Weitere Bilder                          | Empfangsgebäude (Nr. 6c), Toilettenhäuschen, Güterschuppen (Nr. 6d) und Fernmeldehäuschen eines Bahnhofes                                  | Am Bahnhof 6c; 6d (Karte)                 | 1897 (Bahnhof)                            | Bestandteil der Schmalspurbahn Cranzahl–Oberwiesenthal, technikgeschichtlich und verkehrsgeschichtlich von Bedeutung. Empfangsgebäude roter Ziegel, Segmentbogenfenster gesprosst, flaches überstehendes Satteldach, gleiche Form das Toilettenhäuschen, Fernmeldehäuschen ebenfalls verbrettert, Expeditionsschuppen querverbrettert, Rampe, weiter Dachüberstand.                                                | 08985948 |
| Direkt Bild zu diesem Denkmal hochladen | Forsthaus | Crottendorfer Straße 55 (Karte)           | 1936                                      | im Heimatstil, im sogenannten Grenzlandstil, Lage: am Wald an der Grenze zu Crottendorf, bauhistorische und ortsgeschichtliche Bedeutung. Eingeschossiger massiver Putzbau mit Stütze aus Wildmauerwerk, steiles Satteldach, Schieferdeckung, Dachausbau, Giebelverbretterung, Schlagläden, originales Wand-Öffnungs-Verhältnis.                                                                                   | 08985942 |
| Direkt Bild zu diesem Denkmal hochladen | Wohnstallhaus (mit integrierter Scheune) eines Bauernhofes                                                                                 | Karlsbader Straße 2 (Karte)               | im Kern um 1700                           | Fachwerk-Obergeschoss mit Kopfstreben und Andreaskreuzen, Zeugnis der älteren Generation regionaltypischer Holzbauweise, baugeschichtliche Relevanz. Erdgeschoss massiv, Giebel verbrettert, Fachwerk-Obergeschoss einriegelig, untere Gefache mit Andreaskreuzen, Satteldach mit Aufschieblingen. | 08985962 |
| Direkt Bild zu diesem Denkmal hochladen | Wohnstallhaus (mit integrierter Scheune) eines Bauernhofes                                                                                 | Karlsbader Straße 4 (Karte)               | Kern wohl um 1700                         | Obergeschoss Fachwerk, baugeschichtliche Relevanz. Erdgeschoss massiv, im Scheunenteil noch Bruchstein, Obergeschoss Fachwerk, Konstruktion mit Andreaskreuzen insgesamt erhalten, Scheune verbrettert, Giebel verbrettert, steiles Satteldach. | 08985963 |
| Weitere Bilder                          | Bahnhofs-Wartehäuschen (mit Fernsprechanlage)                                                                                              | Karlsbader Straße 21b (hinter) (Karte)    | 1897 (Bahnhof)                            | Bestandteil der Schmalspurbahn Cranzahl–Oberwiesenthal, ortsgeschichtlich und verkehrsgeschichtlich von Bedeutung. Fachwerk verbrettert, Pultdach. | 08985961 |
| Direkt Bild zu diesem Denkmal hochladen | Wohnhaus eines Bauernhofes | Karlsbader Straße 57 (Karte)              | nachträglich bezeichnet 1728              | Obergeschoss vorkragendes Fachwerk, Zeugnis der älteren Generation regionaltypischer Holzbauweise, baugeschichtliche und ortsgeschichtliche Bedeutung. Erdgeschoss massiv, Haustürsituation verändert, Obergeschoss: profilierte Schwelle, zweiriegelig, intaktes Wand-Öffnungs-Verhältnis, Giebel verbrettert, steiles Satteldach mit altdeutscher Schieferdeckung, möglicherweise ehemaliges Mühlgut.            | 08985959 |
| Direkt Bild zu diesem Denkmal hochladen | Wohnhaus | Karlsbader Straße 62 (Karte)              | 1904                                      | Putzbau mit Fachwerk-Erker, mit Elementen des frühen Heimatstils, baugeschichtliche Bedeutung. Zweigeschossiger massiver Putzbau, Erker mit Zierfachwerk, spitz übergiebelt mit Dachüberstand, flaches Satteldach mit Überstand, rustikaler Sockel. | 08985960 |
| Direkt Bild zu diesem Denkmal hochladen | Mühlengebäude | Karlsbader Straße 69 (Karte)              | bezeichnet 1776                           | Obergeschoss Fachwerk verbrettert, klassizistischer Türstock, baugeschichtliche und ortsgeschichtliche Bedeutung. Erdgeschoss massiv, klassizistisches Haustürgewände (Zahnschnitt), Obergeschoss verbrettert (aber massiv), stattliches Krüppelwalmdach, Schieferdeckung, stehende Gaupen, war auch Bäckerei und Landwirtschaft, Fenster zum Teil mit Sprossung im originalen Sinne, Haustürblatt nicht original. | 08985958 |
| Direkt Bild zu diesem Denkmal hochladen | Wohnhaus | Karlsbader Straße 79 (Karte)              | Kern wohl 18. Jahrhundert                 | Obergeschoss Fachwerk verkleidet, Relikt regionaltypischer Holzbauweise, baugeschichtlich von Bedeutung. Erdgeschoss massiv, verändert, Obergeschoss Fachwerkkonstruktion intakt, ohne Fenstersprossung, steiles Krüppelwalmdach mit altdeutscher Schieferdeckung. | 08985957 |
| Direkt Bild zu diesem Denkmal hochladen | Wohnhaus | Karlsbader Straße 125 (Karte)             | 1. Hälfte 19. Jahrhundert                 | Obergeschoss Fachwerk verbrettert, einfaches Beispiel regionaltypischer Holzbauweise, baugeschichtlich von Bedeutung. Erdgeschoss massiv, etwas geglättet, Obergeschoss-Fenster originale Größe, Krüppelwalmdach, Schieferdeckung. | 08985956 |
| Direkt Bild zu diesem Denkmal hochladen | Zufahrtsbrücke über die Sehma | Karlsbader Straße 138 (vor) (Karte)       | 19. Jahrhundert                           | Bruchstein-Bogenbrücke, baugeschichtlich von Bedeutung. Mit verändertem Auflager. | 08985955 |
| Direkt Bild zu diesem Denkmal hochladen | Meilenstein, später zum Kilometerstein umgearbeitet                                                                                        | Karlsbader Straße 171 (vor) (Karte)       | 2. Hälfte 19. Jahrhundert (Stationsstein) | Verkehrsgeschichtlich von Bedeutung. Sandstein, zirka 0,80 Meter hoch, mit Kronenrelief, rundbogiger Abschluss. | 08985950 |
| Direkt Bild zu diesem Denkmal hochladen | Wohnhaus | Karlsbader Straße 223 (Karte)             | 1. Hälfte 19. Jahrhundert                 | Obergeschoss Fachwerk verbrettert, einfaches Beispiel regionaltypischer Holzbauweise, baugeschichtlich von Bedeutung. Erdgeschoss massiv, Obergeschoss verbrettert, steiles Satteldach. | 08985947 |
| Direkt Bild zu diesem Denkmal hochladen | Wohnmühlenhaus | Karlsbader Straße 264 (Karte)             | um 1840                                   | Obergeschoss Fachwerk, klassizistisches Haustürgewände, baugeschichtliche und ortsgeschichtliche Bedeutung. Erdgeschoss massiv, Haustür nicht original, Obergeschoss-Fenster weitgehend originale Größe, Heutür, Krüppelwalmdach mit Blechdeckung. | 08985944 |
| Direkt Bild zu diesem Denkmal hochladen | Straßenbrücke über die Sehma | Karlsbader Straße 303 (gegenüber) (Karte) | bezeichnet 1856                           | Bruchstein-Bogenbrücke mit Inschrifttafel, authentisch erhalten, baugeschichtliche Bedeutung. Einbogig, saniert, mit Wangen, dort Tafel: „Erbauet unter Göttl. u. Churfürstl. Gnade von G.A. Reißig durch F.C. Graupnern M.M. u. C. A. Graupner Ges. d. 4. Aug. 1856“, drei Prellsteine. | 08985945 |
| Weitere Bilder                          | Pyramiden-Denkmal | Kretscham 2d (gegenüber) (Karte)          | 1916                                      | Alte Ortslage Kretscham-Rothensehma, kleiner Nachbau der Cheopspyramide, errichtet durch Karl Hugo Eberwein, Bürger des Ortes, der 1914 die Cheopspyramide in Ägypten bestieg, geschichtlich von Bedeutung. Knapp 4 Meter hoch. | 08985938 |
| Weitere Bilder                          | Bahnhofs-Empfangshäuschen und Wasserkran                                                                                                   | Kretscham 24 (bei) (Karte)                | 1898 (Bahnhof)                            | Alte Ortslage Kretscham-Rothensehma, Bestandteil der Schmalspurbahn Cranzahl–Oberwiesenthal, technisches Denkmal, verkehrsgeschichtlich von Bedeutung. Häuschen verbrettert, Pultdach. | 08985937 |
| Direkt Bild zu diesem Denkmal hochladen | Drei Kriegerdenkmale für die Gefallenen des Deutsch-Französischen Krieges 1870/71 und des Ersten Weltkrieges sowie des Zweiten Weltkrieges | Straße der Freundschaft - (Karte)         | bezeichnet 1885                           | Ortsgeschichtlich von Bedeutung. - 1870/1871 (bezeichnet 1885): Obelisk mit Eisernem Kreuz auf Sockel, - Erster Weltkrieg: Drei Zementstelen, - Zweiter Weltkrieg: Vier Holztafeln. | 08985953 |
| Weitere Bilder                          | Kirche (mit Ausstattung) und Aufbahrungshalle (ohne Anbau) auf dem Kirchhof                                                                | Straße der Freundschaft - (Karte)         | 1599                                      | Saalkirche mit barockem Dachreiter, baugeschichtlich und ortsgeschichtlich von Bedeutung. Kleine Saalkirche, Putzbau, schwerer Dachreiter, lange Korbbogenfenster, erneuert 1796 und 1902, Aufbahrungshalle mit segmentbogigem Eingang, rustikales Mauerwerk, steiles Walmdach auskragend, Schieferdeckung. | 08985954 |
| Direkt Bild zu diesem Denkmal hochladen | Fabrikantenwohnhaus | Straße der Freundschaft 1 (Karte)         | um 1910                                   | Mit Einflüssen von Heimat- und Reformstil, authentisch erhalten, baugeschichtliche Bedeutung. Eingeschossiger massiver Kammputzbau auf hohem rustikalen Sockel, intaktes Wand-Öffnungs-Verhältnis, zum Teil noch Fensterläden, originale Haustür, steiles pagodenartiges Walmdach mit Ausbau, Eingangsseite mit Krüppelwalm.                                                                                       | 08985951 |
| Direkt Bild zu diesem Denkmal hochladen | Pfarrhaus (mit rückwärtigem Anbau) | Straße der Freundschaft 2 (Karte)         | bezeichnet 1893                           | Zeittypischer Putzbau, ortsgeschichtliche und baugeschichtliche Bedeutung. Zweigeschossiger massiver Putzbau mit dreiecksgegiebeltem Mittelrisalit, Fenstergewände zum Teil profiliert, intaktes Wand-Öffnungs-Verhältnis, flaches Krüppelwalmdach, originales Haustürblatt, Seitengebäude eingeschossig, Satteldach.                                                                                              | 08985952 |
| Direkt Bild zu diesem Denkmal hochladen | Straßenbrücke über die Sehma | Vierenstraße 2 (bei) (Karte)              | 19. Jahrhundert                           | Bruchstein-Bogenbrücke, baugeschichtlich von Bedeutung. | 08985939 |
| Weitere Bilder                          | Bahnhofs-Wartehäuschen | Vierenstraße 20 (neben) (Karte)           | 1898 (Bahnhof)                            | Bestandteil der Schmalspurbahn Cranzahl–Oberwiesenthal, verkehrsgeschichtlich von Bedeutung. Häuschen verbrettert, Pultdach. | 08985940 |
| Weitere Bilder                          | Hauptgebäude eines Stiftes | Vierenstraße 22 (Karte)                   | 1912                                      | Im Heimatstil, baugeschichtliche und sozialgeschichtliche Relevanz. Erdgeschoss massiv, rundbogiger Eingang, Fenster gesprosst, Schlagläden, Obergeschoss Fenster ebenfalls im originalen Sinne, Holzschindelverkleidung, Dachausbauten, Dachreiter mit Uhr. | 08985941 |

## Sehma
| Bild                                    | Bezeichnung | Lage                              | Datierung                                 | Beschreibung | ID       |
| --------------------------------------- | --- | --------------------------------- | ----------------------------------------- | --- | -------- |
| Weitere Bilder                          | Empfangsgebäude (mit Anbau) eines Bahnhofs                                                                              | Bahnhofstraße 7 (Karte)           | 1933–1934 (Bahnhof)                       | In sachlicher Formensprache, baugeschichtliche Bedeutung. Zweigeschossiger massiver Putzbau, Annex eingeschossig, rustikales Sockelgeschoss, zum Teil originale kleinteilige Fenstersprossung, Walmdach mit leichtem Überstand. | 08986037 |
| Direkt Bild zu diesem Denkmal hochladen | Fabrikantenvilla | Bärensteiner Straße 13 (Karte)    | bezeichnet 1924                           | In zeitgenössischer Formensprache, Anklänge an den Reformstil der Zeit um 1910, baugeschichtliche und ortsgeschichtliche Bedeutung. Fabrikantenvilla bezeichnet „1924“, stuckiert über dem Eingang, zweigeschossiger massiver Putzbau auf rustikalem Sockel, mit steilem Walmdach, Erker, unregelmäßiges Wand-Öffnungs-Verhältnis, Kunststofffenster imitieren die ursprüngliche Teilung, Putzornamentik als Fenster- und Haustürbekrönung, zur Haustür Freitreppe, innen originale Türen und Treppe, Buntverglasung, Neben der baugeschichtlichen auch ortsentwicklungsgeschichtliche Bedeutung, da Zeugnis des Wandels zum Industriedorf, der städtisch beeinflusste Bau- und Lebensformen mit sich brachte. | 08986038 |
| Direkt Bild zu diesem Denkmal hochladen | Wohnhaus mit Einfriedung                                                                                                | Bergstraße 1 (Karte)              | 1919                                      | Villenartiges Gebäude in eigenwilligen, vom zeitgenössischen Reformstil beeinflussten Formen, baugeschichtliche und ortsentwicklungsgeschichtliche Bedeutung. Villenartiges Wohnhaus von 1920 des Stuhlfabrikanten Krönert, im Entwurf des Architekten Kunz (Urheber von Gebäuden im „Grenzlandstil“ wie dem Turnerheim in Oberwiesenthal) 1919 auch „Landhaus“ genannt, anderthalbgeschossiger Bau in leichter Hanglage mit sehr rustikalem (Zyklopen-Natursteinmauerwerk), Sockel und Erdgeschoss vereinenden Mauerwerk, verschiefertem "Mezzanin", Putzgiebel zur Talseite und unregelmäßigem, schiefergedecktem Frackdach auf Walmbasis, das sich an der Südseite über dem zurückspringenden Wintergarten fortsetzt, unregelmäßiges Wand-Öffnungs-Verhältnis. Prägend ist die kolossale rundbogige Eingangssituation, die, mit eingezogener Treppe zur Haustür, eine Höhle suggeriert. Der baugeschichtliche Hintergrund ist der in der Folge von Muthesius' „Englischem Haus“ (1903) aufkommende sogenannte Landhausstil, zusammen mit dem Reformstil, der eine Abkehr von historisierenden Fassaden bedeutete und Materialgerechtigkeit postulierte. Die Vielfalt der Baumaterialien des Hauses (Bruchstein, Putz, Holz, Schiefer) und die Aufgabe der Symmetrien, für die zuvorderst die eigenwillige Dachform steht, sind signifikant. Das Rustikale des Gebäudes zeigt auch die Einflüsse jenes besonders martialischen Heimatstils des Erzgebirgs-Oberlandes, der wohl die Rauheit der Witterung widerspiegeln sollte und sich an einigen Gebäuden der Region, die zwischen den Weltkriegen entstanden (zum Beispiel Schule und Turnerheim sowie Sachsenbaude in Oberwiesenthal), findet. Die unkonventionelle und sichere Entwurfslinie zwischen Tradition und Moderne verschafft dem Haus, trotz Veränderungen im Innern, architekturgeschichtliche Bedeutung und im Ort (zusammen mit der Beamtenvilla Fabrikstraße 6 in Cranzahl) Singularität. Es schließt sich die sozial- und ortsentwicklungsgeschichtliche Bedeutung an, denn das Haus steht auch für den Wandel des Ortsbildes zum Industriedorf nach 1900, eine Entwicklung, die mit Beamten und Fabrikanten eine bürgerliche Schicht mit städtisch geprägten ästhetischen Vorstellungen ins vormalig ländliche Sehmatal brachte. | 08986013 |
| Direkt Bild zu diesem Denkmal hochladen | Ehemaliges Wohnstallhaus eines ehemaligen Dreiseithofes                                                                 | Cunersdorfer Straße 26 (Karte)    | Kern wohl 1601                            | Obergeschoss Fachwerk, im Kern hohes Alter, baugeschichtlich und ortsgeschichtlich von Bedeutung. Erdgeschoss massiv mit gut erhaltenem Flur, im Fachwerk-Teil (Lehmstaken) fast intaktes Wand-Öffnungs-Verhältnis, liegender Dachstuhl, Initialen Türgewände „C. M.“ = Mann, Eigentümer vor Prager. | 08986036 |
| Direkt Bild zu diesem Denkmal hochladen | Wohnhaus | Fabrikstraße 42 (Karte)           | um 1850                                   | Obergeschoss Fachwerk, weitgehend ursprünglich erhalten, baugeschichtliched Bedeutung. Erdgeschoss massiv, etwas geglättet, Obergeschoss-Fenster originale Größe, keine Sprossung, Krüppelwalmdach, Schieferdeckung | 08986034 |
| Direkt Bild zu diesem Denkmal hochladen | Wohnstallhaus | Güterweg 1 (Karte)                | bezeichnet 1838                           | Obergeschoss Fachwerk, Segmentbogenportal, weitgehend authentisch, baugeschichtliche Bedeutung. - Erdgeschoss massiv, Stallteil wohl Anfang 20. Jahrhundert vergrößert, Haustürblatt mit klassizistischen Einflüssen, - Obergeschoss: Fachwerk zweiriegelig, Fenster bis auf eine Ausnahme gesprosst und originale Größe, Satteldach, Schieferdeckung. Möglicherweise Teil eines ehemaligen Mühlenanwesens | 08986008 |
| Direkt Bild zu diesem Denkmal hochladen | Wohnstallhaus | Güterweg 2 (Karte)                | Kern wohl 18. Jahrhundert                 | Obergeschoss Fachwerk, authentisch mit vielen Details erhalten, baugeschichtliche Bedeutung. Erdgeschoss massiv, zwei korbbogige Eingänge, Stallteil und integrierter Remisen-/Scheunenteil klar erkennbar, Obergeschoss-Fachwerk zweiriegelig, originale Fenstergrößen, steiles Satteldach mit altdeutscher Schieferdeckung, Erdgeschoss Winterfenster. | 08986009 |
|                                         | Wohnhaus | Karlsbader Straße 25 (Karte)      | 18. Jahrhundert                           | Obergeschoss Fachwerk, Zeugnis der älteren Generation regionaltypischer Holzbauweise, baugeschichtlich von Bedeutung. Erdgeschoss massiv, geglättet, Obergeschoss-Fenster originale Größe, Holzkonstruktion authentisch, einriegelig, Eckstreben, steiles Satteldach mit markanten Aufschieblingen und Schieferdeckung, ohne Ausbau. | 08986030 |
| Direkt Bild zu diesem Denkmal hochladen | Wohnhaus | Karlsbader Straße 37 (Karte)      | bezeichnet 1905                           | Späthistoristische Fassade mit einigem Ornament, baugeschichtliche Relevanz. Zweigeschossiger massiver Putzbau mit flachem übergiebeltem Mittelrisalit, Eckrustizierungen, Fensterbekrönungen, unter anderem mit Wappen, flaches schiefergedecktes Satteldach mit Überstand, zwei stehende Gaupen. | 08986031 |
| Direkt Bild zu diesem Denkmal hochladen | Wohnhaus | Karlsbader Straße 39 (Karte)      | 1904                                      | Zeittypische Klinkerfassade, schon mit Einflüssen des Reformstils, hochgradig authentisch, besondere baugeschichtliche Bedeutung. Eingeschossiger roter Klinkerbau mit übergiebeltem Mittelrisalit, darin Fenster mit Palladiomotiv, Holzerker, hölzernes Empfangshäuschen mit Jugendstilverglasung, Sandsteinfenstergewände mit Bekrönungen, tief herunter gezogenes Krüppelwalmdach mit Schieferdeckung und Überstand, alter Blitzableiter. | 08986032 |
| Direkt Bild zu diesem Denkmal hochladen | Wohnhaus | Karlsbader Straße 66 (Karte)      | um 1900                                   | Zeittypische Klinkerfassade, baugeschichtliche und ortsentwicklungsgeschichtliche Bedeutung. Zweigeschossiger gelber Klinkerbau, ornamental mit grünem abgesetzt, flacher übergiebelter Mittelrisalit, T-Fenstersprossung, Gewände mit Vorhangbögen, originales Haustürblatt mit Malereien, hölzernes Eingangshäuschen mit jugendstiliger Ätzverglasung. | 08986020 |
| Weitere Bilder                          | Schule | Karlsbader Straße 68 (Karte)      | 1922–1923, bezeichnet 1923, im Kern älter | Putzbau mit zeitgenössischen Dekorationselementen, ehemals mit Dachreiter, baugeschichtliche und ortsgeschichtliche Bedeutung. Dreigeschossiger massiver Putzbau mit intaktem Wand-Öffnungs-Verhältnis, Sprossung nicht original, Walmdach mit Schieferdeckung, Erdgeschoss mit Putznutung, hier Reliefs der Sternzeichen, die den Spruch rahmen: „Nicht für die Schule, sondern fürs Leben lernen wir“, weiter oben Bauplastik: Putti und Wappen, erbaut 1887 als Zentral-Schule Sehma, aufgestockt und umgebaut 1922–1923 mit Namensänderung in „Friedrich-Richard-Schule“, benannt nach dem örtlichen Fabrikanten Friedrich Richard Küttner, der den Schulbau seit 1920 finanziell unterstützte. | 08986019 |
| Weitere Bilder                          | Wohnhaus | Karlsbader Straße 77 (Karte)      | bezeichnet 1838                           | Obergeschoss Fachwerk, klassizistischer Türstock, Beispiel regionaltypischer Holzbauweise in gewandelter Umgebung, baugeschichtliche Relevanz. Erdgeschoss massiv, Obergeschoss-Fenster originale Größe, Fachwerk zweiriegelig, Krüppelwalmdach, Schieferdeckung. | 08986021 |
| Direkt Bild zu diesem Denkmal hochladen | Wohnhaus | Karlsbader Straße 81 (Karte)      | um 1900                                   | Stattliches Gebäude, Klinker-Putz-Fassade mit zeitgenössischem Ornament, turmartiger Mittelrisalit, baugeschichtliche und ortsentwicklungsgeschichtliche Bedeutung. Zweigeschossiger gelber Klinkerbau, ornamental mit braunem abgesetzt (Art Deutsches Band), originale Fenstersprossung (im Obergeschoss Segmentbögen), originales Haustürblatt mit Jugendstileinflüssen, dominanter Turm mit Welscher Haube, Putz als Mittelrisalitfunktion, Krüppelwalmdach mit Überstand und Holzzierelementen im Giebel, zwei stehende Gaupen, Schieferdeckung. | 08986022 |
| Direkt Bild zu diesem Denkmal hochladen | Wohnhaus | Karlsbader Straße 84 (Karte)      | 1902                                      | Zeittypisches Klinkergebäude, Zeugnis städtisch wirkender Bebauung, baugeschichtliche Bedeutung. Zweigeschossiger gelber Klinkerbau, mit grünem ornamental abgesetzt, übergiebelter Mittelrisalit, Krüppelwalmdach, im Obergeschoss sind die Fenster mit floralem Stuckornament bekrönt. | 08986026 |
| Direkt Bild zu diesem Denkmal hochladen | Wohnstallhaus eines Bauernhofes                                                                                         | Karlsbader Straße 91 (Karte)      | 1. Hälfte 19. Jahrhundert                 | Obergeschoss Fachwerk, Relikt regionaltypischer Holzbauweise, baugeschichtliche Bedeutung. Erdgeschoss massiv, Obergeschoss-Fenster weitgehend originale Größe, Krüppelwalmdach, Scheunenanbau über Eck, Stallteil klar erkennbar. | 08986023 |
| Direkt Bild zu diesem Denkmal hochladen | Wohnhaus | Karlsbader Straße 95 (Karte)      | 1904                                      | Zeittypisches Klinkergebäude, Bauweise mit zeitgenössischen städtischen Einflüssen, baugeschichtliche Bedeutung. Zweigeschossiger gelber Klinkerbau, übergiebelter flacher Mittelrisalit, teilweise noch originale Fenster (2003), unter anderem im Obergeschoss neobarock mit Stuckreliefs bekrönt, Krüppelwalmdach. | 08986024 |
| Direkt Bild zu diesem Denkmal hochladen | Turnhalle | Karlsbader Straße 96 (Karte)      | nach 1900                                 | Mit klassizistisch wirkenden Formen, baugeschichtliche und sozialgeschichtliche Bedeutung. Eingeschossiger Putzbau mit Mittelrisalit in Form eines griechisch/römischen Tempels, rechts und links davon je drei Achsen Rundbogenfenster, flaches Satteldach. | 08986025 |
| Direkt Bild zu diesem Denkmal hochladen | Wohnhaus | Karlsbader Straße 112 (Karte)     | 1906                                      | Klinkerfassade mit Fachwerk, mit einigem Ornament, baugeschichtliche Bedeutung. Anderthalbgeschossiger gelber Klinkerbau, ornamental mit grünem abgesetzt, zweigeschossiger übergiebelter Seitenrisalit, Fenster mit T-Sprossung, Spiegelfelder mit Stuckornamenten, flaches Krüppelwalmdach, originale stehende kleine Gaupen. | 08986017 |
| Direkt Bild zu diesem Denkmal hochladen | Wohnhaus | Karlsbader Straße 118 (Karte)     | bezeichnet 1803, Kern womöglich älter     | Obergeschoss Fachwerk, Konstruktion hochgradig ursprünglich erhalten, Beispiel regionaltypischer Holzbauweise, baugeschichtliche Bedeutung. Erdgeschoss massiv, Obergeschoss-Fenster originale Größe, Giebel mit schöner Kriecher-Decker-Verbretterung, Satteldach, drei kleine Dachliegefenster, Fachwerk zweiriegelig, Eckstreben. | 08986016 |
| Direkt Bild zu diesem Denkmal hochladen | Wohnhaus | Karlsbader Straße 121 (Karte)     | 1904                                      | Authentisch bewahrt, Klinkerfassade mit einigem Ornament, baugeschichtliche Bedeutung. Anderthalbgeschossiger roter Klinkerbau, Fenster mit Sandsteingewänden, florale Bekrönung, flaches Krüppelwalmdach mit Überstand, Schieferdeckung, in der Mittelachse Erker und Dachhaus, hölzernes originales Eingangshäuschen. | 08986012 |
| Direkt Bild zu diesem Denkmal hochladen | Wohnhaus | Karlsbader Straße 126 (Karte)     | 1906                                      | Pittoreskes Wohngebäude mit Turm, historisierende Putz-Klinker-Fassade mit Fachwerk, mit Einflüssen des Schweizerstils, baugeschichtliche Bedeutung. Erdgeschoss verputzt, Eckrustika, segmentbogige Öffnungen, darüber Klinkermauerwerk, Fenster im Rundbogenstil, Giebel mit Dachüberstand, Zierfachwerk, Türmchen mit pyramidalem Helm. | 08986014 |
| Direkt Bild zu diesem Denkmal hochladen | Wohnhaus mit Produktionsanbau                                                                                           | Karlsbader Straße 127 (Karte)     | 1903                                      | Zeittypischer Klinkerbau, mit Einflüssen des Schweizerstils, hochgradig ursprünglich, baugeschichtliche und ortsgeschichtliche Bedeutung. Wohnhaus in offener Bebauung, 1903 vermutlich durch Baumeister Germann (von dem einige Häuser im Ort stammen) errichtet, anderthalbgeschossiger gelber Klinkerbau, mit Drempel, das Krüppelwalmdach (mit durch den zeitgenössischen Schweizerstil beeinflusstem Überstand) ist durch ein dominantes Dachhaus mit gekuppeltem Fenster und Holzzierat im Giebelfeld sowie mit zwei kleinen stehenden Gaupen ausgebaut, zentraler Eingang, in den Giebelfeldern und im Erdgeschoss weitere gekuppelte Fenster mit geradem Sturz, die Fenster ornamental mit grünem Klinker umrandet oder bekrönt, auch das Gurtband ist grün geklinkert, originale Fenstersprossung verloren, innen mehrere originale Türen, Dekor überwiegend erhalten, baugeschichtlich und ortsentwicklungsgeschichtlich relevant als Beispiel des Einzugs städtischer Bauformen mit der Industrialisierung des Ortes, da das rechtwinklig angrenzende zeitgleiche Produktionsgebäude, ursprünglich eine Maschinenfabrik, in ähnlichen Bauformen (Erdgeschoss aber Segmentbogenfenster) noch erhalten ist, ist der wirtschafts- und sozialgeschichtliche Zusammenhang noch gegeben. | 08986010 |
| Direkt Bild zu diesem Denkmal hochladen | Wohnhaus | Karlsbader Straße 141 (Karte)     | Mitte 19. Jahrhundert                     | Obergeschoss Fachwerk, Konstruktion erhalten, baugeschichtliche Bedeutung. Erdgeschoss massiv, Obergeschoss-Fenster originale Größe, mit T-Sprossung, Fachwerk zweiriegelig, Krüppelwalmdach, drei stehende Gaupen. | 08986007 |
| Direkt Bild zu diesem Denkmal hochladen | Badeanstaltsgebäude | Karlsbader Straße 142 (Karte)     | 1920er Jahre                              | Putzbau mit Art-Déco-Elementen, baugeschichtliche und sozialgeschichtliche Bedeutung. Zweigeschossiger massiver Putzbau mit dominantem spitzgiebeligen Mittelrisalit, dort Inschrift „Badeanstalt“, Eingang und Fensterbekrönungen mit expressionistischen Einflüssen, originales Türblatt, rustikaler Sockel, im Eingangsbereich auch Farbglasfenster. | 08986011 |
| Direkt Bild zu diesem Denkmal hochladen | Wohnhaus | Mittelstraße 13 (Karte)           | 1905                                      | Zeittypischer Klinkerbau, ursprünglich erhalten, baugeschichtliche Bedeutung. Anderthalbgeschossiger gelber Klinkerbau, flacher übergiebelter Mittelrisalit, Satteldach mit Überstand, Fenstergewände, hölzernes Eingangshäuschen. | 08986033 |
| Weitere Bilder                          | Kirche (mit Ausstattung), Kirchhof mit Einfriedung, Aufbahrungshalle, Grufthaus Familie Prager und Erbbegräbnis Küttner | Pfarrstraße - (Karte)             | 1898–1899                                 | Späthistoristische Saalkirche mit Westturm, im Innern Anklänge an den Jugendstil, baugeschichtlich, ortsgeschichtlich und ortsbildprägend von Bedeutung. Ehemalige Aufbahrungshalle, Pragergruft und Erbbegräbnis Küttner. | 08986027 |
| Direkt Bild zu diesem Denkmal hochladen | Wohnstallhaus und zwei Seitengebäude eines Dreiseithofes                                                                | Pfarrstraße 16 (Karte)            | 1820                                      | Wohnstallhaus mit Fachwerk-Obergeschoss und Segmentbogenportal, als einziger Hof im Ort in der Struktur authentisch erhalten, baugeschichtliche Bedeutung. Wohnstallhaus Erdgeschoss massiv, Obergeschoss-Fachwerk, Seitengebäude ebenfalls Holzkonstruktion, eine Seite nach Brand vor zirka 50 Jahren wieder aufgebaut.(Granit-Erdgeschoss) | 08986029 |
| Direkt Bild zu diesem Denkmal hochladen | Pfarrhaus | Pfarrstraße 25 (Karte)            | nach 1900                                 | Historisierende Putzgebäude, in unmittelbarer Nähe der Kirche, baugeschichtliche und ortsgeschichtliche Bedeutung. Zweigeschossiger Putzbau mit übergiebeltem Seitenrisalit, Porphyr-Tür- und Porphyr-Fenstergewände, Schieferdeckung. | 08986028 |
| Direkt Bild zu diesem Denkmal hochladen | Fabrikantenvilla mit Einfriedung und Gartenhaus                                                                         | Straße der Freundschaft 7 (Karte) | um 1930                                   | Putzbau in zeitgenössischer Formensprache, benannt nach der örtlichen Textilfabrikantenfamilie Küttner, bauhistorische und ortsgeschichtliche Bedeutung. Zweigeschossiger massiver Putzbau mit flachen Erkern, Kartuschenornamenten, überdachtem Eingang, Walmdach mit Ausbauten und Überstand, Eingangssituation des Grundstückes erhalten, ebenso das Gartenhaus im gleichen Stil, Villa mit Fensterläden. | 08986035 |
| Weitere Bilder                          | Methodistenkirche | Talstraße 6 (Karte)               | 1922                                      | Putzbau mit Dachreiter, mit Einflüssen des Reformstils, baugeschichtliche und ortsgeschichtliche Bedeutung. Putzbau auf rustikalem Sockel, Krüppelwalmdach, großer verschieferter Dachreiter, originale Eingangstür, zeitgenössische Typographie: „Christuskirche“ | 08986015 |